# 해럴드 브라운
해럴드 브라운(영어: Harold Brown, 1927년 9월 19일 ~ 2019년 1월 4일)은 1977년부터 1981년까지 지미 카터 대통령 밑에서 미국 국방부 장관을 지낸 미국의 핵물리학자이다. 이전에 존 F. 케네디 행정부와 린든 B. 존슨 행정부에서 그는 국방 연구 엔지니어링 국장 (1961년 ~ 1965년)과 미국 공군 장관 (1965년 ~ 1969년)의 직위를 보유하였다.
신동이었던 브라운은 15세에 브롱크스 과학고등학교를 졸업하고 21세에 컬럼비아 대학교에서 물리학 박사학위를 받았다. 국방부 장관으로서 그는 캠프데이비드 협정의 기초를 마련하고 소련과의 전략적 무기 협상에 참여하였으며, SALT II 조약의 비준을 지지하였으나 실패하였다.

## 어린 시절 및 경력
브라운은 제1차 세계 대전에 참전한 변호사 에이브러햄과 다이아몬드 상인의 부기장 거트루드 브라운의 아들로 뉴욕 브루클린에서 태어났다. 그의 부모는 세속적인 유대인이었고 프랭클린 D. 루스벨트 대통령의 강력한 지지자였다. 매우 어린 나이부터 브라운은 수학과 물리학에 끌렸고, 그는 브롱크스 과학고등학교에 학생으로 등록하여 15세의 나이에 99.5점의 평균과 함께 졸업하였다. 그리고 나서 그는 즉시 컬럼비아 대학교에 입학했고, 17살에 최고의 학업 기록으로 그린 메모리얼 상뿐만 아니라 A.B. 최고의 영예를 얻었다. 그는 컬럼비아 대학원생으로 계속했고, 21살이던 1949년에 물리학 박사 학위를 받았다.

## 미국 국방부 장관

### NATO
브라운은 북대서양조약기구(NATO) 밖에 있는 미국 동맹국들, 특히 일본과 대한민국의 방위비 분담금을 강화하기 위해 노력했다. 그는 일본 정부가 서방 동맹국들의 태평양 안보 부담에서 더 큰 몫을 부담할 수 있도록 방위 예산을 늘려야 한다고 거듭 촉구했다. 카터 행정부는 1977년에 주한 미군의 단계적 철수를 결정했지만, 미국에 군사 및 기타 지원을 계속할 것을 약속했다. 후에, 북한군의 상당한 증강과 미국에서의 철군에 대한 반대 때문에, 대통령은 그 계획을 보류했고, 약 4만 명의 미군을 대한민국에 남겨두었다. 1979년 1월 1일 중화인민공화국과 외교 관계를 수립하면서 미국은 중화인민공화국을 공식적으로 인정했다. 1년 후 브라운은 중화인민공화국을 방문하여 정치 및 군사 지도자들과 대화하고 안보 문제에 대한 제한적인 협력을 위한 기초를 마련하는 데 도움을 주었다.

## 만년

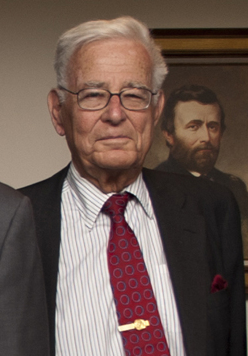
해럴드 브라운 (2013년)

국방부를 떠난 후, 브라운은 워싱턴 D.C.에 남아 존스 홉킨스 대학교 고등국제학부에 객원 교수로, 후에 대학의 외교 정책 연구소의 회장으로 합류했다. 그는 국가 안보 문제에 대해 계속해서 연설하고 글을 썼고, 1983년에는 "국가 안보에 대해 생각하기: 위험한 세계에서의 국방과 외교 정책"/후년에 브라운은 연구 기관에 소속되어 알트리아(이전의 필립 모리스)와 같은 여러 기업의 이사회에서 일했다.
브라운은 1980년 컬럼비아 대학교의 존 제이 상과 1990년 알렉산더 해밀턴 메달을 수상하였다.
2006년 1월 5일 그는 조지 W. 부시 행정부의 관리들과 함께 미국의 외교 정책을 논의하는 데 전 국방 국무 장관의 백악관에서 회의에 참석하였다.
2011년 7월 브라운은 미국 운송 부문에 대한 석유의 독점을 줄이기 위한 미국 에너지 안보 위원회의 회원이 되었고, 세계 안보 분석 연구소(IAGS)의 후원을 받고 있다.
브라운은 2019년 1월 4일 91세의 나이로 췌장암으로 사망했다.